# Bize-Minervois
Bize-Minervois är en kommun i departementet Aude i regionen Occitanien  i södra Frankrike. Kommunen ligger  i kantonen Ginestas som ligger i arrondissementet Narbonne. År 2022 hade Bize-Minervois 1 292 invånare.

## Befolkningsutveckling
Antalet invånare i kommunen Bize-Minervois
Referens: INSEE